# Vale pijlstormvogel
De vale pijlstormvogel (Puffinus mauretanicus) is een zeevogel uit de familie van de stormvogels en pijlstormvogels (Procellariidae). De vogel werd in 1921 geldig als ondersoort van de Noordse pijlstormvogel beschreven door de Britse arts en vogelkundige Percy Lowe.

## Kenmerken
Qua uiterlijk en gedrag lijkt de soort sterk op de Noordse pijlstormvogel, lange tijd werd het dan ook als een ondersoort van de Noordse pijlstormvogel beschouwd. De bovendelen van de vale pijlstormvogel zijn echter bruiner en de onderdelen vaalgeel. Beide lijken in elkaar over te gaan en zijn niet zo duidelijk afgetekend als bij de Noordse pijlstormvogel.
De vale pijlstormvogel wordt ongeveer 30 tot 38 centimeter groot. De grootte van één vleugel bedraagt 235 tot 256 millimeter en de grootte van de snavel bedraagt ongeveer 36 tot 42 millimeter. Hij weegt ongeveer 472 tot 565 gram. Hij huilt en krijst in broedkolonies, maar is zwijgzaam op zee.

## Verspreiding en leefgebied
De vale pijlstormvogel leeft verspreid over de Middellandse Zee, van de Balearen tot de Adriatische Zee. Sommige vogels trekken tijdens de winter naar de oostelijke Atlantische Oceaan. Hij trekt regelmatig noordwaarts, langs de kusten van Frankrijk tot Ierland en het Engelse Kanaal. De soort broedt alleen op de Balearen.

### Leefwijze
De soort leeft tijdens het broedseizoen op rotsachtige eilanden voor de kust. Voor de rest is hij vrijwel altijd op open zee te vinden. Hij voedt zich met vis, schaaldieren en pijlinktvis.

### Voortplanting
De vogel legt een enkel wit ei, meestal in een scheur in een rots en gedurende 50 dagen uitgebroed door beide geslachten. De donzige jongen vliegen na 50 tot 54 dagen uit.

## Status
De soort broedt alleen op de Balearen in kolonies. Het broedgebied wordt bedreigd door bouwprojecten en predatiedruk van verwilderde katten en marterachtigen die op de eilanden zijn geïntroduceerd. Op zee vallen soms slachtoffers bij de langelijnvisserij. Hoewel tellingen op zee wijzen op een populatie van 15 tot 20 duizend individuen, wordt de afnemende broedvogelpopulatie als alarmerend beschouwd. In 2015 werd de broedpopulatie geschat op ongeveer 3150 paar (6300 volwassen individuen). Deze zeevogel staat als ernstig bedreigd op de Rode Lijst van de IUCN.

### Voorkomen in Nederland
Sinds ervaren waarnemers vanaf telposten aan de Nederlandse kust urenlang waarnemingen doen aan trekvogels boven zee, is het aantal waarnemingen op de Noordzee van vale pijlstormvogels enorm toegenomen. Tussen 1800 en 1980 waren er maar vijf bevestigde waarnemingen, in 1995 en 1996 waren het er meer dan tien per jaar, voornamelijk in de periode juli tot half oktober. Vanaf 1997 wordt het aantal waarnemingen niet meer geregistreerd.